# 徐斌 (1920年)
徐斌（1920年—2003年），中国人民解放军将领、中国人民解放军开国少将。
曾任中国人民解放军铁道兵参谋长。1955年，授予中国人民解放军少将。